# Phomopsis asphodelina
Phomopsis asphodelina är en svampart som först beskrevs av Thüm., och fick sitt nu gällande namn av Traverso & Spessa 1910. Phomopsis asphodelina ingår i släktet Phomopsis och familjen Diaporthaceae.   Inga underarter finns listade i Catalogue of Life.